# Seven Oaks (Teksas)
Seven Oaks – miasto w Stanach Zjednoczonych, w stanie Teksas, w hrabstwie Polk.